# 塔韋烏尼島
塔韋烏尼島（發音：[tāhvéuni]）是太平洋島國斐濟的島嶼，長10.5公里、寬42公里，面積435平方公里，是該國第三大島嶼，最高點海拔高度1,241米，主要經濟農作物有椰子核、芋頭、香草和咖啡。